# Topolovica (Veliki Grđevac)
Topolovica is een plaats in de gemeente Veliki Grđevac in de Kroatische provincie Bjelovar-Bilogora. De plaats telt 14 inwoners (2001).